# O Doce Mundo de Guida
O Doce Mundo de Guida foi uma telenovela exibida às 19h00, em 18 de março a 23 de julho de 1969, produzida pela TV Tupi Rio de Janeiro, escrita por Ghiaroni  e dirigida por Cardoso Filho.

## Sinopse
Guida é uma criança que tem sua família enfrentando uma crise financeira, depois que seu pai perde o emprego. A garota decide ajudar seus pais.

## Elenco
- Sônia Ferreira
- Maria Guida
- Dilma Lóes
- Zeni Pereira
- Marcos Plonka
- André Villon